# Eragon
Eragon és una novel·la escrita per Christopher Paolini i és el primer llibre de la trilogia El Llegat (Inheritance). Va ser originalment autopublicada per l'autor abans que fos recollit per Alfred A. Knopf i el convertís en un èxit de publicació i un Bestseller en el New York Times. La seqüela d'Eragon és Eldest, el tercer llibre s'anomena Brisigr i el quart Llegat.

## Argument
La història té lloc en una terra anomenada Alagaësia, que és governada pel rei tirà Galbatorix. Eragon és el protagonista, un noi de quinze anys que troba una espècie de safir a les Vertebrades, una indòmita sèrie de muntanyes a prop de Carvahall, mentre està caçant en el bosc. Ell, un noi que viu en una modesta granja amb el seu oncle Garrow, creu que així podrà comprar carn per a poder passar el fred hivern. Però en veritat, la pedra és un ou de drac. Just quan el descobreix, l'ou s'obre, i en neix una dragona, a la qual anomena Saphira.
Cria el drac en secret fins que dos Ra'zac s'introdueixen a la ciutat buscant la pedra blava misteriosa. Eragon i Saphira aconsegueixen evitar el perill amagant-se al bosc, però els seus oncles Garrow i Marian no seran tan afortunats. Els Ra'zac els mataran i destruiran casa seva.
Acompanyat per Brom, el conta contes del poble i un vell misteriós a la vegada, començaran a empaitar els Ra'zac. Brom, que sap molt sobre els Genets de Drac, la lluita amb espasa i la màgia, instruirà al jove Eragon. A la ciutat de Teirm esbrinen que podran trobar els Ra'zac a Dras Leona. Ell, Saphira i Brom, però, es veuran en mig d'una emboscada dels mateixos Ra'zac i seran rescatats per un desconegut anomenat Murtagh. En aquesta emboscada, resultarà mortalment ferit Brom, el qual li contarà algunes coses del seu passat a Eragon, com per exemple que ell n'era un Genet de Drac a qui van matar el seu drac... que s'anomenava també Saphira.
Tots tres (Eragon, Saphira i Murtagh) viatjaran llavors cap a l'amagatall dels vardens, tal com els havia esmentat Brom. Pel camí, Eragon somia amb una elfa que pateix moltíssim. Eragon serà capturat i empresonat a la mateixa presó que la elfa. Murtagh i Saphira el rescaten, i aquest fa el mateix amb la elfa. Eragon i Murtagh s'enfrontaran amb Durza, un ombra (una de les criatures més fortes a la terra).
Els úrgals empaitaran a Eragon i els seus companys en el camí cap a la guarida dels vardens, un lloc profund a les muntanyes Beor. Allà podran descansar i guariran a Arya, la elfa que Eragon va rescatar. Els úrgals intentaran prendre la fortalesa dels vardens, però Eragon matarà Durza i ho impedirà, pagant un preu molt alt: rebrà una ferida terrible a la seva esquena que el deixarà molt tocat. També morirà en aquesta batalla el rei dels vardens, i Nasuada, la seva filla, el succeirà. També es decideix que Eragon haurà de marxar cap a Ellesméra, el regne élfic, on haurà de començar el seu entrenament.

## Personatges
- Arya: Elfa, guardiana de l'ou del que va néixer Saphira.
- Brom: Ancià conta contes que habita la regió de Carvahall i que es converteix en mentor d'Eragon. Realment era un antic Genet de Drac.
- Eragon: És el protagonista principal, té 17 anys, viu amb el seu oncle Garrow i el seu cosí Roran. La seva mare, Selena, el va abandonar al néixer.
- Galbatorix: Rei de l'Imperi, un dels Genets del Drac i enemic d'Eragon.
- Murtagh: fill de Morzan i amic d'Eragon.
- Roran: Cosí d'Eragon, fill de Garrow i Marian.
- Saphira: És una dragona i la millor amiga d'Eragon. Està lligada mentalment a ell.
- Sloan: Carnisser de Carvahall i pare de Katrina.
- Ajihad:Rei dels vardens i pare de nasuada.
- Bessons:Líders del grup de magia dels vardens Du Vrangr Gata. escorcollen la met a Eragonquan ell arriba a tronjheim.
- Jörmundur:Mà dreta d'Ajihad.
- Hrotghar:Rei dels nans
- Orik:Fill adoptiu de Hrotghar i futur hereu del clan Durgstring Ingietum
- Kull:Elit de la raça els urgals. Ataquen farthen dur però en surten derrotats.